# Paul Verhaegh
Paul Verhaegh (Kronenberg, 1 de setembro de 1983), é um ex-futebolista neerlandês que atuava como lateral.